# Список царей Понта
Список царей Понта
На этой странице приведены цари Понта, древнего государства, расположеннего в северо-восточной Малой Азии (существовало как независимое государство в 281 до н. э. — 64 н. э.).

## Персидские сатрапы Малой Фригии
Малая Фригия — персидская сатрапия на территории Мизии с центром в Даскилеоне. Нижеперечисленные правители никогда не правили в Понте, но династически являются непосредственными предшественниками понтийских царей.
АРТАБАЗИДЫ (боковая ветвь персидских Ахеменидов)
- 502-450 до н. э.: Артабаз I, сын Фарнака.
- 450-420 до н. э.: Отан I, сын Артабаза I.
- 420-402 до н. э.: Ариобарзан I, сын Отана I.
- 402-367 до н. э.: Митридат I, сын Ариобарзана I.
- 367-337 до н. э.: Ариобарзан II, сын Митридата I (в 363-337 до н. э. — полунезависимый царь).
- 337-302 до н. э.: Митридат II Киосский, сын Ариобарзана II, тиран Киоса.

## Персидские сатрапы Малой Каппадокии
Под властью Ахеменидов Каппадокия была разделена на две сатрапии — Великую Каппадокию (впоследствии она сохранила за собой имя Каппадокии) и Малую Каппадокию (которая позже потеряла своё название и стала называться Понтом).
- VI-IV вв. до н. э.: (неизвестные по имени сатрапы).
- до 334 до н. э.: Митробузан I (погиб в битве при Гранике).

Македонские сатрапы Каппадокии в 334-306 до н. э.…
К царству Антигона I Монофтальма в 306-302 до н. э.…

## Цари независимого Понтийского царства
МИТРИДАТИДЫ (продолжение династии Артабазидов)
- 302-266 до н. э.: Митридат I Ктист, сын Оронтобата, брата Митридата II Киосского (в 281 до н. э. принял царский титул).
- 266-250 до н. э.: Ариобарзан I, сын Митридата I.
- 250-220 до н. э.: Митридат II, сын Ариобарзана I.
- 220-190 до н. э.: Митридат III, сын Митридата II.
- 190-159 до н. э.: Фарнак I, сын Митридата III.
- 159-150 до н. э.: Митридат IV Филопатор, сын Митридата III.
- 150-121 до н. э.: Митридат V Эвергет, сын Фарнака I.
- 121- 63 до н. э.: Митридат VI Эвпатор Дионис, сын Митридата V.
- 121-113 до н. э.: Митридат VII Хрест, сын Митридата V (соправитель брата).
  - 121-113 до н. э.: Лаодика (VI), дочь Антиоха IV сирийского, вдова Митридата V, мать Митридата VI и Митридата VII (регент).

```
           
Митридат I Ктист

                   |
         
Ариобарзан Понтийский

                   |
             
Митридат II

           ________|___________________
          |                            |
     
Митридат III
             
Лаодика III

     _____|_________                   |
     |              |             
Антиох

 
Фарнак I
    
Митридат IV Филопатр
      |
     |                               
Ниса

 
Митридат V Эвергет

     |
 
Митридат VI

     |
 
Фарнак II
```

## Цари зависимого от Рима Понтийского царства
После поражения Митридата VI от римлян прибрежные области Понта стали римской провинцией, которая позднее была объединена с Вифинией в провинцию Вифиния и Понт. В части Понта с центром в Фарнакии (т. н. Полемонов Понт) правили цари, назначаемые Римом.
ДЕЙОТАРИДЫ (династия тетрархов племени толистобогов в Галатии)
- 63-48 до н. э.: Дейотар I Филоромей, сын Синорикса (царь Галатии в 63-40 до н. э.).
- 51-48 до н. э.: Дейотар II[укр.] Филопатор, сын Дейотара I (соправитель отца).

МИТРИДАТИДЫ (продолжение династии)
- 48-47 до н. э.: Фарнак II Боспорский, сын Митридата VI (царь Боспора в 63-47 до н. э.).

МЕНОДОТИДЫ
- 47-47 до н. э.: Митридат VIII Пергамский, сын Менодота из Пергама и Адобогионы II (сестры Брогитара I галатского), [называл себя незаконнорождённым сыном Митридата VI понтийского] (претендент, протеже Цезаря) (царь Боспора и Колхиды 47-45; тетрарх трокмов в Галатии 47-45; один из царей Галатии 46-45).

ДЕЙОТАРИДЫ (династия тетрархов племени толистобогов в Галатии)
- 47-40 до н. э.: Дейотар I Филоромей, сын Синорикса (вторично).
- 47-43 до н. э.: Дейотар II Филопатор, сын Дейотара I (вторично).

МИТРИДАТИДЫ (последние цари династии)
- 39-37 до н. э.: Дарий I Понтийский, сын Фарнака II.
- 37-36 до н. э.: Аршак Понтийский[англ.] Понтийский, сын Фарнака II.

ЗЕНОНИДЫ
- 36- 8 до н. э.: Полемон I Эвсеб Сотер, сын ритора Зенона из Лаодикеи.
- 8 до н. э.-23 н. э.: Пифодорида I Филометра, вдова Полемона I, дочь Пифодора из Тралл и дочери Марка Антония.
- 3 до н. э.-17 н. э.: Полемон II (Марк Антоний Полемон Пифодор), сын Полемона I и Пифодориды I (соправитель матери) (теократ Ольбы Киликийской 17-36 н. э.).
- 23-38 н. э.: Антония I Трифена, дочь Полемона I и Пифодориды I.

РЕМЕТАЛКИДЫ (династия царей племени сапеев во Фракии)
- 38-64 н. э.: Полемон III (II) Филопатор, сын Котиса VIII фракийского и Антонии I Трифены.

В 64 н. э. Понтийское царство вошло в состав Римской империи в качестве провинции Понт.
ФЛАВИИ
- 335—337 н. э.: Флавий Ганнибалиан I Юниор [Младший], сын Далмация Старшего (сводного брата Константина I Великого) («царь царей» [Rex Regum] и «знатнейший властитель» [Rex Nobilissimus] Понта с резиденцией в Цезарее; убит во время дворцового заговора).

## Теократы Команы Понтийской
Комана Понтийская (греч. Κόμανα Ποντική) — древний город в Понте, основанный переселенцами из Команы Каппадокийской. Город был расположен неподалёку от нынешнего турецкого села Гюменек. В конце 3ей Митридатовой войны Помпей заложил здесь храм римской богини войны Беллоны, сделав верховным жрецом и правителем (теократом) города Архелая, сына понтийского полководца Архелая, сражавшегося с римлянами в 1ой Митридатовой войне, после войны попавшим в опалу и бежавшим к римлянам.
АРХЕЛАИДЫ
- 65 — 55 до н. э.: Архелай I, сын понтийского полководца Архелая и дочери Митридата VI понтийского, муж Береники IV египетской [называл себя внебрачным сыном Митридата VI понтийского] (царь Египта [соправитель жены] в 56—55 до н. э.).
- 55 — 47 до н. э.: Архелай II[англ.], сын Архелая I, отец Архелая I (царя Каппадокии 36 до н. э.—17 н. э.).

ЛИКОМЕДИДЫ
- 47 — 31 до н. э.: Ликомед, сын Нисы (дочери Ариарата VI каппадокийского, жены Никомеда IV вифинского) от её 1го брака зо знатным вифинцем (неизвестным по имени) (претендент на вифинский престол с 74 до н. э. [после смерти Никомеда IV]).
- 31 — 30 до н. э.: Медей, сын или внук Ликомеда I и Орсабариды (дочери Митридата VI понтийского).

КЛЕОНИДЫ
- 30 — 30 до н. э.: Клеон из Гордиукомы (мизиец; умер через месяц после начала правления).

ТАРКОНДАРИДЫ
- 30 до н. э.—34 н. э.: Дитевт, сын Адиаторикса (царя Гераклеи Понтийской 36—31 до н. э., тетрарха тосиоперов в Галатии 48—31 до н. э.).

К Риму с 34 н. э.…